# Kelly Scott
Kelly Scott (Winnipeg, 1977) es una deportista canadiense que compitió en curling.
Ganó dos medallas en el Campeonato Mundial de Curling, en los años 2006 y 2007.

## Palmarés internacional
| Campeonato Mundial | Campeonato Mundial      | Campeonato Mundial | Campeonato Mundial |
| Año                | Lugar                   | Medalla            | Prueba             |
| ------------------ | ----------------------- | ------------------ | ------------------ |
| 2006               | Grande Prairie (Canadá) | Medalla de bronce  | Equipo             |
| 2007               | Aomori (Japón)          | Medalla de oro     | Equipo             |